# 近衛尚通
近衛尚通（1472年11月12日—1544年9月13日），日本戰國時代的公卿、關白。父親是近衛政家。

## 生平
文明十四年（1482年），举行元服仪式，拜领室町幕府第九代将军足利义尚的偏讳，取名尚通。
延德二年（1490年），他就任右大臣，之后两度担任关白。永正十一年（1514年）升任太政大臣，永正十六年（1519年）获得准三宫的称号。
天文二年（1533年）出家，法号大证。
天文十三年（1544年）八月二十六日去世，享年七十三岁。

## 人物
尚通是一位文化人，他向公家、连歌师及武士开放近卫邸，致力于学问和文艺的传播。年少时曾从连歌师宗祇学习《古今传授》。
他留下了日记《后法成寺关白记》（又名《近卫尚通公记》）。在其中永正五年四月十六日（西历1508年5月15日）的条目里，尚通将细川政元去世后细川澄元与细川高国为夺取细川家继承权而展开的争斗比作中国的春秋战国时代，并评价道：“时如战国之世（戦国の世の時の如し）。”“战国时代”这一称呼便源于此。

## 官職位階等經歷
- 1483年（文明15年）從三位。
- 1490年（延德2年）右大臣。
- 1493年（明應2年）就任關白（－1497年）、正二位。
- 1495年（明應4年）從一位。
- 1496年（明應5年）左大臣。
- 1513年（永正10年）再度就任關白（－1514年）。
- 1514年（永正11年）敘任太政大臣。

| 王位覬覦者        | 王位覬覦者                                                        | 王位覬覦者        |
| ----------------- | ----------------------------------------------------------------- | ----------------- |
| 前任： 近衛政家   | 近衛家當主 1505年7月20日－1544年9月13日                           | 繼任： 近衛稙家   |
| 前任： 一條冬良   | 藤氏長者 1493年4月14日－1497年7月6日 1513年11月4日－1514年9月12日 | 繼任： 二條尚基   |
| 前任： 九條尚經   | 藤氏長者 1493年4月14日－1497年7月6日 1513年11月4日－1514年9月12日 | 繼任： 鷹司兼輔   |
| 官衔              |                                                                   |                   |
| 前任： 花山院政長 | 右大臣 1490年3月25日－1497年1月6日                                | 繼任： 今出川公興 |
| 前任： 花山院政長 | 左大臣 1497年1月6日－1497年5月28日                                | 繼任： 今出川公興 |
| 前任： 一條冬良   | 關白 1493年4月14日－1497年7月6日 1513年11月4日－1514年9月12日     | 繼任： 二條尚基   |
| 前任： 九條尚經   | 關白 1493年4月14日－1497年7月6日 1513年11月4日－1514年9月12日     | 繼任： 鷹司兼輔   |
| 前任： 德大寺實淳 | 太政大臣 1514年8月31日－1517年1月19日                             | 繼任： 花山院政長 |
| 军职              |                                                                   |                   |
| 前任： 一條冬良   | 左大將 1487年3月18日－1491年2月24日日                             | 繼任： 久我豐通   |